# John Tilbury
John Tilbury (Tokyo, 1º febbraio 1936) è un pianista inglese.
È considerato uno degli interpreti più rinomati della musica di Morton Feldman e dal 1980 è membro del gruppo di improvvisazione libera  AMM.

## Discografia parziale
- 1975 – John Cage: Sonatas & Interludes for Prepared Piano – Decca
- 1988 – Dave Smith's First Piano Concert – Matchless
- 1996 – Howard Skempton: Well, Well, Cornelius – Sony Classical
- 1996 – Cornelius Cardew: Piano Music 1959~70 – Matchless
- 1998 – The Issue at Hand (con Yoshikazu Iwamoto, Eddie Prévost) 2CD – Matchless
- 1999 – Two Chapters and an Epilogue (con Evan Parker) – Matchless
- 2000 – Morton Feldman: All Piano 4CD – LondonHALL
- 2002 – The Hands of Caravaggio – Erstwhile
- 2002 – Christian Wolff: Early Piano Music (1951–1961) – Matchless
- 2003 – Duos for Doris (con Keith Rowe) – Erstwhile
- 2004 – Discrete Moments (con Eddie Prévost) – Matchless
- 2005 – Plays Samuel Beckett – Matchless
- 2005 – Barcelona Piano Solo – Rossbin
- 2005 – Variety (con Marcus Schmickler) – A-Musik
- 2009 – Werner Dafeldecker / Christof Kurzmann / John Tilbury / Stevie Wishart (con Werner Dafeldecker, Christof Kurzmann e Stevie Wishart) – Mikroton Recordings
- 2009 – Music for Piano and Strings by Morton Feldman volume 1 (con lo Smith Quartet) DVD – Matchles
- 2010 – Cornelius Cardew: Works 1960–70 (con Michael Francis Duch e Rhodri Davies)
- 2011 – E.E. Tension and Circumstance (con Keith Rowe) – Potlatch